# São Vicente Ferrer (Maranhão)
São Vicente Ferrer est une municipalité brésilienne située dans l'État du Maranhão.